# Кернаве
Кернаве (лит. Kernavė) — ймовірне місце розташування столиці давніх литвинів у сучасному Ширвінтському районі Литви. Місто в районі муніципалітету Ширвінтос, на правому березі річки Неріс, за 18 км на південий захід від Ширвінтоса, за 35 км на північний захід від Вільнюса. Адміністративний центр староства з населенням в 307 мешканців.
Місто відоме своїми курганами Кернаве: Замковий пагорб, Пагорб Акурас, Пагорб Міндаугаса, Пагорб Ліздейка, Пагорб Крівейкішка.

## Історія
За історичними джерелами, вважається, що місто було утворене у XIII-XIV століттях на правому березі Вілії.
Кернаве у XIII столітті був одним з найважливіших центрів утворення Литовської держави. Тут була утворена перша резиденція правителя з потужною системою оборонних укріплень. У підніжжя пагорба, на якому був розташований п'ятиметровий оборонний комплекс, у долині Пахаута було розташоване середньовічне місто, у якому нараховувалось близько 3-4 тисяч жителів. Місто мало впорядковану вуличну систему, житлові будинки та численні майстерні. Археологічна знахідки вказують, що мешканці займались вузькоспеціалізованим ремісництвом (ювелірна справа). Перші литовські купці Ремейшис та Студіла (що була згадані у Ризькій книзі боргу, датованій XIII століттям) також жили в Кернаве.
Існує гіпотеза, що столиця Міндовга була розташована саме в Кернаве.